# Iglesia de San Juan Bautista (Caracas)
La Iglesia Parroquial "San Juan Bautista" (también conocida como la Iglesia de los Capuchinos) es un templo católico ubicado en la Avenida San Martín, frente a la Plaza Capuchinos y a la derecha de la Escuela 19 de Abril, en la Parroquia San Juan de la ciudad de Caracas, Venezuela. Es un templo de adoración católico que posee tres naves: la nave central, donde se encuentra el Altar Mayor, y las naves laterales, una donde se reserva el Santísimo Sacramento, y en la otra donde se aprecia una imagen de Cristo Crucificado. Cuenta además con un colegio parroquial y un despacho parroquial.  

## Historia

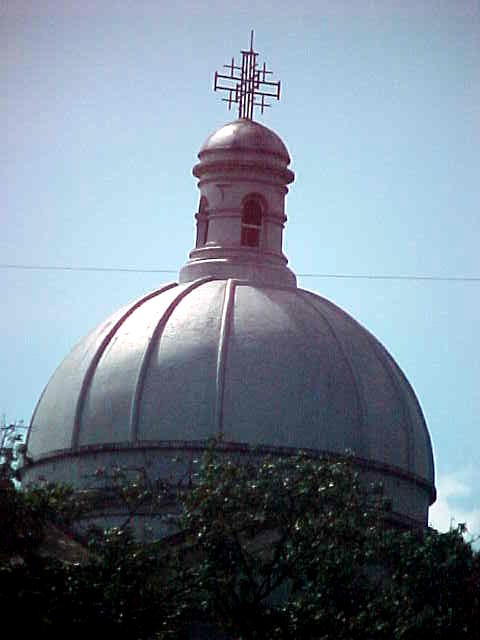
Cúpula de la iglesia.

En 1785, los misioneros de la Orden de los Hermanos Menores Capuchinos ubicados en Caracas solicitaron la construcción de un hospital en el sitio que hoy sirve de ubicación el templo, muy cerca de la quebrada Caroata. La solicitud fue aprobada por real cédula del rey Carlos III el 10 de marzo de 1788, constituyéndose así el Hospicio y Capilla Pública de los Misioneros Capuchinos Andaluces. Luego de que la edificación fuese destruida por el terremoto de 1812, se construyó en su lugar una capilla de medianas proporciones, siendo sustituida por una iglesia parroquial en 1843. Años más tarde, y tras considerar el valor que había cobrado el sitio, se llevó a cabo la construcción de una nueva estructura arquitectónica de estilo neoclásico, que se encontraba de moda a finales del siglo XIX venezolano, y que fue inaugurado en 1869. El templo ha sido observado por cuestiones de mantenimiento. El terremoto de 1967 dañó las torres y no se tocan campanas desde ese entonces. En 1991 una lápida de mármol se desprendió de una de las columnas que sostienen el altar. El paso de la tormenta tropical Bret en 1993 ocasionó un agujero en el techo. Igualmente, el 18 de agosto de 1996 una serie de lluvias torrenciales erosionó y derribó una cornisa de la nave lateral izquierda. Aunado a esto se da el hecho de que la iglesia se encuentra sobre la Quebrada Caroata, por lo que su caudal crece con las lluvias y encuentra poco margen para drenarse. Ante estos hechos, Fundapatrimonio emprendió trabajos de restauración en 1996 para reparar los daños recibidos por el templo, aun así en la actualidad estos trabajos no son emprendidos por la institución encargada de la restauración. ==
Recibió la declaratoria de Monumento Histórico Nacional en 1962 y la de Patrimonio Arquitectónico de Caracas en 1994.

## Arte
Dentro de las reliquias que alberga el templo, se encuentra un cuadro de la Virgen de Coromoto, santa patrona nacional de Venezuela, obra de Pedro Centeno Vallenilla. La imagen muestra a la Virgen María de pie, acompañada de tres ángeles: uno blanco, uno indígena y otro negro, representando a las tres razas que constituyen el mestizaje americano. La imagen fue donada a la iglesia por el artista en 1941, y sirvió de inspiración para el poema Píntame angelitos negros de Andrés Eloy Blanco.. Posee también imágenes como El Nazareno, San Juan Evangelista, La Veronica, La Dolorosa, entre otras, todas donadas en la antigüedad por Doña Catalina de Bourne.